# Premi Saci
El Premi Saci (en portuguès Prêmio Saci) fou el premi atorgat anualment per l'O Estado de S. Paulo;, per homenatjar els millors intèrprets de teatre i cinema.
Durant les dècades de 1950 i 1960, va ser el premi més important del cinema nacional.
La seva estatueta era el Saci, una famosa figura del folklore brasiler, esculpida per l'artista plàstic Victor Brecheret. L'elecció va ser suggerida per un lector a través d'un concurs obert pel diari.

## Alguns premiats
Els premiats estan per ordre alfabètic:
- Inezita Barroso (1953 i 1955)
- Tônia Carrero
- Walmor Chagas (1956)
- Cyro Del Nero[4]
- Jorge Dória[5]
- Odete Lara (1957)
- Nydia Licia[6]
- Osvaldo Moles
- Rachel de Queiroz
- Mário Sérgio (1953)
- Ruth de Souza
- Eva Wilma[7]

## Il·lustracions

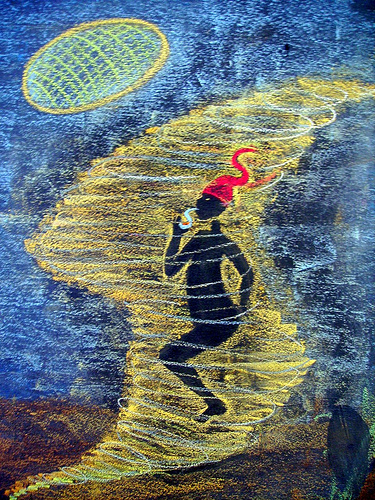
Un Saci Pererê, il·lustració de J. Marconi, 2007.